# 東江寺 (葛飾区)
東江寺（とうこうじ）は、東京都葛飾区にある天台宗の寺院。

## 概要
1583年（天正11年）、隆海によって開山された。元々は江戸本所番場町（現・東京都墨田区東駒形）にあったが、1923年（大正12年）の関東大震災で罹災し、1928年（昭和3年）に現在地に移転した。
境内には東江幼稚園がある。

## 多田の薬師
本尊の薬師如来は、恵心僧都源信の作とされ、源満仲（多田満仲）の持念仏といわれている。源満仲は領地の摂津国多田荘（現・兵庫県川西市付近）に「石峰寺」を建立し、薬師如来像を安置した。しかし、その後の戦乱で焼け出され各地を転々とした後、最終的に東江寺に安置されることになった。この逸話から、この薬師如来像は「多田の薬師」として崇敬されるようになった。

## 交通アクセス
- 金町駅より徒歩10分（経路案内）。

## 関連文献
- 斎藤幸雄「巻之七 揺光之部 多田薬師堂」『江戸名所図会』 4巻、有朋堂書店、1927年、164-165,147-148頁。NDLJP:1174161/87。